# Joaquim Manuel Magalhães
Joaquim Manuel Correia de Magalhães (Peso da Régua, 13 de junho de 1945) é um poeta, ensaísta e professor catedrático na Faculdade de Letras de Lisboa.
Doutorou-se em 1979 com uma tese principal sobre "A Consequência da Literatura e do Real na Poesia de Dylan Thomas" e uma segunda tese sobre Frank O'Hara. A sua prova de Agregação consistiu numa proposta de estudo sobre a poesia inglesa posterior a 1945 e sobre «The Waste Land» de T. S. Eliot. (A sua tese de licenciatura foi sobre E. E. Cummings). Co-dirigiu a revista "As Escadas Não Têm Degraus" (1989), organizou a edição da "Obra Poética" de Ruy Belo, da "Antologia Poética" de Ruy Cinatti e de uma antologia de João Miguel Fernandes Jorge. Tem publicadas traduções de Anna Akhmatova (1992), Yorgos Seferis (1993) e Konstandinos Kavafis (2005). Bem como vários volumes de poetas espanhóis contemporâneos, tanto traduzidos como maioritariamente anotados.
Autor de obras (iniciadas em 1974) de poesia, reuniu essa obra poética em 2010 no volume «Um Toldo Vermelho». Em 2014 seguiu-se uma 2ª edição, com novas alterações, intitulada com o mesmo nome. Um volume de «derivas», sobretudo em prosa, «Do Corvo a Santa Maria», foi publicado em 1993. Acerca de poesia, publicou os seguintes volumes: «Os dois crepúsculos» (1981); «Dylan Thomas» (1982); «Um pouco da morte» (1989); «Rima Pobre» (1999).
Extraordinariamente versátil e límpida, a poesia de Joaquim Manuel Magalhães impõe-se, segundo David Mourão Ferreira, "de livro para livro, pela convocação de inúmeros aspectos do mundo natural e do mundo social, através de um discurso que estabelece, entre ambos, os mais inesperados nexos de cumplicidade ou recíprocos processos de rejeição, em que "figuras" como a lítotes, a antífrase, a alusão e a catacrese desempenham papéis preponderantes, em contextos só talvez aparentemente regidos pelos princípios de uma livre associação de imagens ou de um suposto automatismo verbal (…)"
Outras opiniões (algumas muito contrárias à sua obra) se têm manifestado.

## Obra
Poesia
- Consequência do Lugar (1974)
- Três Poemas (1975)
- Dos Enigmas (1976)
- Os Dias, Pequenos Charcos (1981)
- Segredos, Sebes, Aluviões (1981)
- Alguns Livros Reunidos (1987)
- Uma Luz Com Um Toldo Vermelho (1990)
- Do Corvo a Santa Maria (1993)
- A Poeira Levada Pelo Vento (1993)
- Alta Noite em Alta Fraga (2001)
- Consequência do Lugar (2002)
- Um Toldo Vermelho (2010)
- Para Comigo (2018)
- Canoagem (2021)

Ensaio
- Os Dois Crepúsculos (1981)
- Dylan Thomas - Consequência da Literatura e do Real na sua Poesia (1982)
- Um Pouco da Morte (1989)
- Rima Pobre (1999)
- Poesia Portuguesa Contemporânea (2023)

Tradução
- Os Poemas de Konstandinos Kavafis; com Nikos Pratsinis (Lisboa, Relógio de Água, 2005)